# كريس هيويت
كريس هيويت (بالإنجليزية: Chris Hewitt)‏ هو لاعب كرة قدم أمريكية أمريكي، ولد في 22 يوليو 1974.